# Быково (посёлок, Дмитровский городской округ)
Быково — посёлок в Дмитровском районе Московской области России. Относится к городскому поселению Дмитров.

## География
Деревня Быково расположена примерно в 17 км к северу от центра города Дмитров. Деревню окружают леса. В 3,5 км западнее деревни проходит автодорога А104.

## История
Первое упоминание встречается в 1593 году.
В XIX веке деревня Быкова входила в состав Подчерковской волости Дмитровского уезда. В 1899 году в деревне проживало 140 человек.
Постановлением Губернатора Московской области от 21 февраля 2019 года № 75-ПГ категория населённого пункта изменена с «деревня» на «посёлок».

## Население
| 2002 | 2006 | 2010 |
| ---- | ---- | ---- |
| 0    | →0   | ↗9   |